# Tanzania Heart Institute
Il Tanzania Heart Institute (THI) è un ospedale di Dar es Salaam gestito da una organizzazione non profit. Si trova nella parte nord della città, nell'area residenziale di lusso nota come Ada Estate. È l'unico ospedale specializzato in cardiologia della Tanzania, e l'unico ospedale di tutta l'Africa orientale in cui si eseguono operazioni di cardiochirurgia.